# Sasivka (okres Mukačevo)
Sasivka, česky Sasovka, ukrajinsky Сасівка, maďarsky Szászóka, je osada obce Nelipyno, v mukačevském okrese Zakarpatské oblasti Ukrajiny. Patří do Nelipynské vesnické komunity. V roce 2025 zde žilo 1418 obyvatel.

## Historie
Do uzavření Trianonské smlouvy byla obec součástí Uherska, poté byla, pod názvem Sasovka, součástí Československa. Od roku 1945 byla součástí Ukrajinské sovětské socialistické republiky, která byla součástí SSSR. Od roku 1991 je obec součástí nezávislé Ukrajiny.

## Obyvatelstvo
V roce 2001 zde žilo 1412 obyvatel, z toho bylo:
- 1097 obyvatel ukrajinské národnosti,
- 308 obyvatel rusínské národnosti,
- 5 obyvatel ruské národnosti,
- 1 obyvatel byl Rumun a
- 1 obyvatel byl jiné národnosti.